# Tomorrow Comes Today (canção)
"Tomorrow Comes Today" é uma canção da banda virtual Gorillaz, lançada em fevereiro de 2002 como quarto e último single do álbum Gorillaz. O single também apareceu no EP homônimo de estreia da banda. A canção foi originada de uma demo do Blur, a primeira banda do vocalista e cofundador do Gorillaz, Damon Albarn, chamada "I Got Law", presente como faixa bônus do álbum de 1999 da banda, 13.

## Faixas
CD
1. "Tomorrow Comes Today"
2. "Film Music"
3. "Tomorrow Dub"
4. "Tomorrow Comes Today" (enhanced video)

DVD
1. "Tomorrow Comes Today" (video)
2. "Film Music"
3. "Tomorrow Dub"
4. "Jump the Gut" (part 1)
5. "Jump the Gut" (part 2)

12"
1. "Tomorrow Comes Today"
2. "Tomorrow Dub"
3. "Film Music" (mode remix)

## Vídeo
A animação foi dirigida por Jamie Hewlett. Ela consiste basicamente em desenhos estáticos dos Gorillaz junto com fotos reais e imagens de ruas de Londres. Alguns desenhos são animados, especialmente os que mostram 2-D cantando. O vídeo termina com os membros da banda e as pílulas de dor de cabeça de 2-D voando pela tela num túnel.